# Jessy Moulin
Jessy Moulin (Valence, 13 gennaio 1986) è un ex calciatore francese, di ruolo portiere.

## Carriera

### Club
Cresciuto nelle giovanili del Saint-Étienne, ha esordito il 15 maggio 2011 in un match perso 2-1 contro il Rennes.

## Statistiche

### Presenze e reti nei club
Statistiche aggiornate al 7 luglio 2017.
| Stagione             | Squadra              | Campionato           | Campionato | Campionato | Coppe nazionali | Coppe nazionali | Coppe nazionali | Coppe continentali | Coppe continentali | Coppe continentali | Altre coppe | Altre coppe | Altre coppe | Totale | Totale | Totale |
| Stagione             | Squadra              | Comp                 | Pres       | Reti       | Comp            | Pres            | Reti            | Comp               | Pres               | Reti               | Comp        | Pres        | Reti        | Pres   | Reti   |        |
| -------------------- | -------------------- | -------------------- | ---------- | ---------- | --------------- | --------------- | --------------- | ------------------ | ------------------ | ------------------ | ----------- | ----------- | ----------- | ------ | ------ | ------ |
| 2008-2009            | Arles                | NAT                  | 26         | -?         | CF+CdL          | 0               | 0               |                    | -                  | -                  |             | -           | -           | 26     | -?     |        |
| 2009-2010            | Fréjus St-Raphaël    | NAT                  | 15         | -12        | CF+CdL          | 0               | 0               |                    | -                  | -                  |             | -           | -           | 15     | -12    |        |
| 2010-2011            | Saint-Étienne        | L1                   | 3          | -3         | CF+CdL          | 0               | 0               |                    | -                  | -                  |             | -           | -           | 3      | -3     |        |
| 2011-2012            | Clermont Foot        | L2                   | 2          | -4         | CF+CdL          | 2               | 0               |                    | -                  | -                  |             | -           | -           | 4      | -4     |        |
| 2012-2013            | Saint-Étienne        | L1                   | 0          | 0          | CF+CdL          | 1+0             | 0               |                    | -                  | -                  |             | -           | -           | 1      | 0      |        |
| 2013-2014            | Saint-Étienne        | L1                   | 0          | 0          | CF+CdL          | 1+0             | -1;0            | UEL                | 0                  | 0                  |             | -           | -           | 1      | -1     |        |
| 2014-2015            | Saint-Étienne        | L1                   | 0          | 0          | CF+CdL          | 0               | 0               | UEL                | 0                  | 0                  |             | -           | -           | 0      | 0      |        |
| 2015-2016            | Saint-Étienne        | L1                   | 0          | 0          | CF+CdL          | 0+1             | 0;-1            | UEL                | 1                  | -1                 |             | -           | -           | 2      | -2     |        |
| 2016-2017            | Saint-Étienne        | L1                   | 6          | -5         | CF+CdL          | 1+0             | -3;0            | UEL                | 4                  | -2                 |             | -           | -           | 11     | -10    |        |
| Totale Saint-Etienne | Totale Saint-Etienne | Totale Saint-Etienne | 9          | -8         |                 | 4               | -5              |                    | 5                  | -3                 |             | -           | -           | 18     | -16    |        |
| Totale carriera      | Totale carriera      | Totale carriera      | 52         | -24+       |                 | 6               | -5              |                    | 5                  | -3                 |             | -           | -           | 63     | -32+   |        |

## Palmarès
- Coppa di Lega francese: 1

Saint-Étienne: 2012-2013